# Niní Cáffaro
Erasmo Cáffaro Durán (San Pedro de Macorís; 25 de noviembre de 1939), más conocido artísticamente como Niní Cáffaro es un cantante, gestor financiero dominicano.

## Primeros años
Cáffaro nace del matrimonio de Alfonso Nicolás Cáffaro y Lourdes Violeta Durán Ponce de León, en San Pedro de Macorís, República Dominicana. El matrimonio procreó otros cinco hijos, aparte de Niní.
Estudió en el "Colegio La Milagrosa" y desde pequeño mostró afición por la música. En sus comienzos como cantante se dedicó casi exclusivamente a la música sacra.

## Carrera profesional
Niní Cáffaro comenzó presentándose en el programa La hora del moro, conducido por el compositor dominicano Rafael Solano y transmitido en el canal Rahintel. Para aquel tiempo Niní hacía una licenciatura en Finanzas en la Universidad Autónoma de Santo Domingo. En 1961 realizó su primera grabación, "Violeta", canción seleccionada por los presos políticos del Movimiento 14 de Junio. Esta canción tiene autor desconocido y fue enviada a grabar por la Sra. Atala Blandino, mujer ejemplar de aquella época. En el mismo año, interpreta su primera canción popular "Ayúdame a Olvidarte", del autor Juan Lockward y "El Corazón no miente", de Juan Bruno Terraza. En 1965, Niní Cáffaro cosecha sus primeros éxitos nacionales con las canciones del maestro Solano "En Ruinas" y "Cada Vez Más". Culminó sus estudios en 1967, dos años después de la Revolución de abril de 1965.
Su vida fue marcada por el año 1968, fecha en que, durante el primer "Festival de la Canción Popular Dominicana", interpreta la canción de Solano "Por amor", logrando el primer lugar en aquel evento. En 1969 es el primer dominicano que asiste a un festival fuera de su país participando en el Primer Festival de la Canción Latina en el Mundo, celebrado en la Ciudad de México, concursando con la canción "Está Bien", de Rafael Solano. Con ese tema, Niní ganó la medalla de oro.
Desde 1969 se hace una tradición sus presentaciones en los más grandes escenarios de Nueva York, Puerto Rico, Venezuela y Haití. En 1973 logra obtener el tercer lugar en el Festival OTI, celebrado en Belo Horizonte, Brasil, con la canción "El Juicio Final", también de Rafael Solano.

## Como gerente
Desde el año 1962 hasta el 1983 se desempeñó como "Administrador General" del "Servicio Nacional de Erradicación de la Malaria" y en ese último año entró a laborar en la Cervecería Nacional Dominicana como Gerente de Relaciones Públicas, siendo ascendido más tarde al puesto de Gerente de Relaciones Públicas de las empresas E. León Jiménez, consorcio dominicano que abarca grandes y exitosas industrias a nivel nacional.

## Vida privada
Cáffaro está casado desde 1963 con la Sra. Cossette Sánchez, con quien tiene cuatro hijos: Lourdes Lissette, Alicia Alexandra, Nelson Alfonso y Jorge Alberto.

## Legado
El legado más importante que deja Niní Cáffaro es su contribución a la difusión internacional de la música dominicana, en especial de la canción "Por Amor" de Rafael Solano. Esta canción ha logrado viajar alrededor del mundo, siendo interpretada por diversos artistas del globo.

## Discografía
- Niní Cáffaro y Sus Éxitos (1960)

1. Corazón Abandonado
2. Ayúdame a Olvidar
3. Cada Vez Más
4. Corazón Salvaje
5. Un Beso Nada Más
6. En Ruinas
7. Si Nadie Amara
8. El Corazón No Miente
9. No Puedo Alejarme de Ti
10. Imágenes
11. Quiero Verte
12. Tres Veces Te Amo

- Para Ustedes (1965)

1. Tiene Que Ser
2. Mala Suerte
3. En la Oscuridad
4. Te Quiero
5. Mi Amor Por Ti
6. Ausente
7. Entonces Me Cansaré de Ti
8. ¿Por Qué Lloras?
9. Adiós Vida Mía
10. Yo Creo En Dios
11. El Sonido de Tu Voz
12. Esas Cosas

- Qué Grande Es el Amor (1967)

1. Qué Grande Es el Amor
2. Soy Ciego
3. Los Ojos de la Española
4. Te Fuiste
5. Cada Vez Más
6. Tu Sombra
7. Más Nada de Ti
8. Rencor
9. Génesis
10. Corazón Salvaje

- Por Amor (1968)

1. Por Amor
2. Cuando Te Sientas Infeliz
3. Si Nadie Amara
4. Ayúdame a Olvidar
5. No Puedo Alejarme de Ti
6. Un Beso Nada Más
7. Magia
8. Por Amor (Instrumental)
9. Corazón Abandonado
10. Tres Veces Te Amo
11. En Ruinas
12. Quiero Verte

- Está Bien (1970)

1. Está Bien
2. Hay Noches
3. Te Olvidaré
4. Estamos En Guerra
5. Y Si Mañana
6. Confundidos
7. Aquel
8. Ternura
9. Siempre Tú
10. Ella Es
11. Sígueme
12. Palabras

- Niní Cáffaro (1973)

1. Tú Eres Mi Destino
2. Estás En Mi Corazón
3. Tú, Mi Amor
4. Nuevamente Mía
5. Qué Tú Has Pensado de Mí
6. Como Todos
7. Mucho Corazón
8. Amor y Delirio
9. Tú Donde Estás
10. Cuando No Estás

- Todo el Tiempo Junto a Ti (1984)

1. Popurrí A
2. Una Más
3. Regresa
4. Todo el Tiempo junto a Ti
5. Popurrí B
6. Tema para un Ser
7. Cuando Yo me Vaya

- Viejo Amigo (1994)

1. Que Raro
2. Nada
3. Piénsalo
4. Viejo Amigo
5. Yo el Final
6. Dime
7. Sigo
8. Pasando por la Vida